# داناس رابسيس
داناس رابسيس (مواليد 21 مايو 1995) هو سبّاح ليتواني، مثّل بلاده في الألعاب الأولمبية الصيفية 2016 و2020.

## روابط خارجية
داناس رابسيس على موقع الاتحاد الدولي للسباحة (الإنجليزية)
- داناس رابسيس على موقع SwimRankings.net (الإنجليزية)
- داناس رابسيس على موقع اللجنة الأولمبية الدولية (الإنجليزية)
- داناس رابسيس على موقع أوليمبيديا (الإنجليزية)
- داناس رابسيس على موقع اللجنة الأولمبية الليتوانية (الليتوانية)